# Sakaiminato
Sakaiminato (境港市, Sakaiminato-shi) est une ville portuaire située dans la préfecture de Tottori, au Japon.

## Géographie

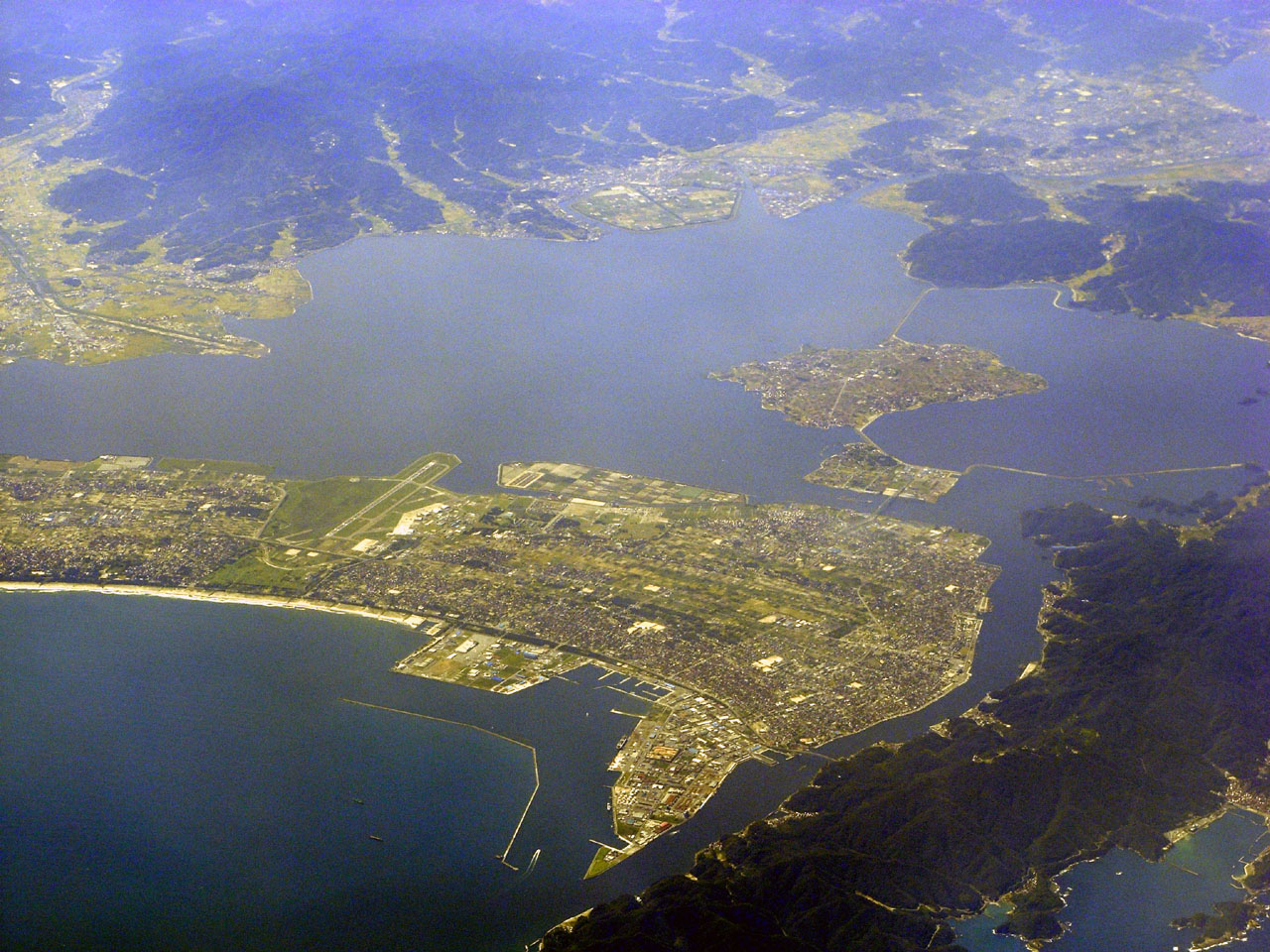
Vue aérienne de Sakaiminato.

### Situation
La ville de Sakaiminato est située dans le Nord-Ouest de la préfecture de Tottori, sur l'île de Honshū, au Japon. Elle possède une façade maritime de 15 km le long de la mer du Japon,.

### Municipalités limitrophes
| Matsue | Matsue      | Matsue       |
| Matsue | Sakaiminato | mer du Japon |
| Yasugi | Yonago      | mer du Japon |

### Démographie
Lors du recensement national de 2015, la population de Sakaiminato s'élevait à 34 174 habitants, répartis sur une superficie de 29,10 km2,. Elle était de 32 846 habitants en 1965, 37 351 en 1985 et 36 843 en 2000. Au 1er avril 2019, la ville comptait 486 résidents étrangers (environ 14 ‰ habitants de la ville), dont 38,1 % de Vietnamiens, 15,4 % de Coréens, 11,7 % de Chinois, 10,3 % d'Indonésiens et 9,7 % de Philippins.

### Topographie
La ville de Sakaiminato est bâtie sur un vaste banc de sable de 20 km de long, où l'altitude varie de 2 à 5 m,. 31,2 % des terres sont consacrées à l'habitat et 22,5 % aux activités agricoles.

## Histoire
Selon un document historique, l'Izumokoku Fudoki, à l'époque de Nara (710–794), une île, appelée « Yomishima », formait l'extrême Nord-Est de la province d'Izumo.
Durant l'époque de Muromachi (1333–1573), la cité était un champ de bataille pour le Clan Yamana. Jusqu'à la fin de l'époque d'Edo (1603-1868), elle prospère comme port d'escale pour les bateaux qui naviguent le long de la côte ouest de l'île de Honshū. Elle s'ouvre comme port officiel en 1899. Après l'incident de Mukden (septembre 1931), le port développe un important trafic en direction des villes de la péninsule de Corée et du Nord-Est de la Chine.
Le bourg de Sakaiminato est fondé en 1954, à la suite de la fusion de deux bourgs, don celui de Sakai, et quatre villages voisins. Deux ans plus tard, il acquiert le statut officiel de ville.

## Transports
Sakaiminato est desservie par la ligne Sakai de la JR West. La gare de Sakaiminato est la principale gare de la ville.
L'aéroport de Yonago-Miho se trouve au sud de la ville.
Le port de Sakaiminato est le principal port de la préfecture de Tottori. Il accueille des navires de fret de types divers en trafics nationaux et internationaux, y compris des liaisons pour passagers avec les îles Oki et la Corée du sud

## Culture locale et patrimoine
Le dessinateur Shigeru Mizuki, dont l'œuvre représentative est Kitaro le repoussant, est originaire de Sakaiminato . À partir de 1993, grâce au succès de ses œuvres, la ville a développé des attractions touristiques, comme l'avenue Shigeru Mizuki ornée de 153 statues, et un musée a ouvert en 2003. De 1993 à février 2014, 25 millions de personnes ont visité l'avenue Shigeru Mizuki.

## Jumelage
- Hunchun (Chine) depuis 1993[1]

## Symboles municipaux
L'arbre symbole de la ville de Sakaiminato est le pin noir du Japon, choisi en 1970, comme sa fleur symbole le chrysanthème d'automne.